# Bljuvna golobica
Bljuvna golobica (znanstveno ime Russula emetica) je gliva iz rodu golobic (Russula).
Vrsto je prvič opisal opisal Jacob Christian Schaeffer kot Agaricus emeticus leta 1774 v svoji zbirki knjig o gobah Fungorum qui in Bavaria et Palatinatu circa Ratisbonam nascuntur icones. Leta 1796 jo je Christian Hendrik Persoon uvrstil v rod golobic (Russula). Znanstveno ime izvira iz starogrške besede εμετικος, 'emetikos, ki pomeni 'vzbujajoč bruhanje'.

## Značilnosti
Klobuk ima v premeru od 3 do 5 cm. Sprva je vzbočen, nato zravnan z nekoliko udrtim osredjem. Svetleča in lahko lupljiva kožica je rdeče ali rožnate barve.
Lističi so snežno beli, gosti in pripeti na bet.
Bet je visok od 3–6 cm in ima premer od 0,6 do 1 cm. Je bele barve in valjast. Sprva je poln, v starosti pa dobi vatasto sredico in postane krhek.
Meso gobe je belo in sočno, prijetnega vonja in zelo ostrega okusa.
Kemične reakcije na mesu klobuka:
- železov sulfat: bledo rožnata
- gvajak: rumeno rjava
- fenol: vinsko rdeča.[2]

## Razširjenost in življenjski prostor
Bljuvna golobica je pogosta vrsta, ki je razširjena po višje ležečih iglastih in mešanih gozdovih Evrope Severne Afrike, Azije in Severne Amerike. Rada ima bolj zamočvirjena tla, raste pa od pozne pomladi pa vse do prvega snega.

## Mikroskopske značilnosti
Trosni odtis je bele barve. Trosi so skoraj okrogli s podolgovatimi medsebojno povezanimi bradavicami. Merijo 7,4–10,3 x 6,5–8,5 μm.

## Podobne vrste
Obstaja več različkov, nekatere imajo lahko klobuk premera tudi nad 10 cm, vse podvrste pa so bolj ali manj rdečih barv, pekoče in strupene. 
- češnjasta golobica (Russula sanguinea) ima rdečkast bet
- jagodna golobica (Russula paludosa) ima včasih rdečkasto nadahnjen bet in je milega okusa
- rdeča mušnica (Amanita muscaria) ima bele krpice na klobuku, obroček in ostanek ovojnice v dnišču

## Uporabnost
Strupena. Po zaužitju se pojavi gastrointestinalni sindrom (zastrupitev prebavil), strupena pa je tudi prekuhana.

## Galerija slik
- ilustracija
- klobuk
- lističi in bet
- trosi